# Silesis kubani
Silesis kubani is een keversoort uit de familie kniptorren (Elateridae). De wetenschappelijke naam van de soort werd voor het eerst geldig gepubliceerd in 1993 door Platia & Schimmel.